# Vingle
Een vingle is een ander woord voor videosingle. Het is een porte-manteauwoord van de woorden video en single.
Elektronicabedrijf Apple heeft in 2005 de term vingle als handelsmerk aangevraagd.
De eerste vingle is de single Beep van the Pussycat Dolls geïntroduceerd op 10 januari 2006.